# Hypericum maclarenii
Hypericum maclarenii är en johannesörtsväxtart som beskrevs av N. Robson. Hypericum maclarenii ingår i släktet johannesörter, och familjen johannesörtsväxter. Inga underarter finns listade i Catalogue of Life.